# Alcis ochrolaria
Alcis ochrolaria är en fjärilsart som beskrevs av Max Joseph Bastelberger 1909. Alcis ochrolaria ingår i släktet Alcis och familjen mätare. Inga underarter finns listade i Catalogue of Life.